# Cultuurvolger

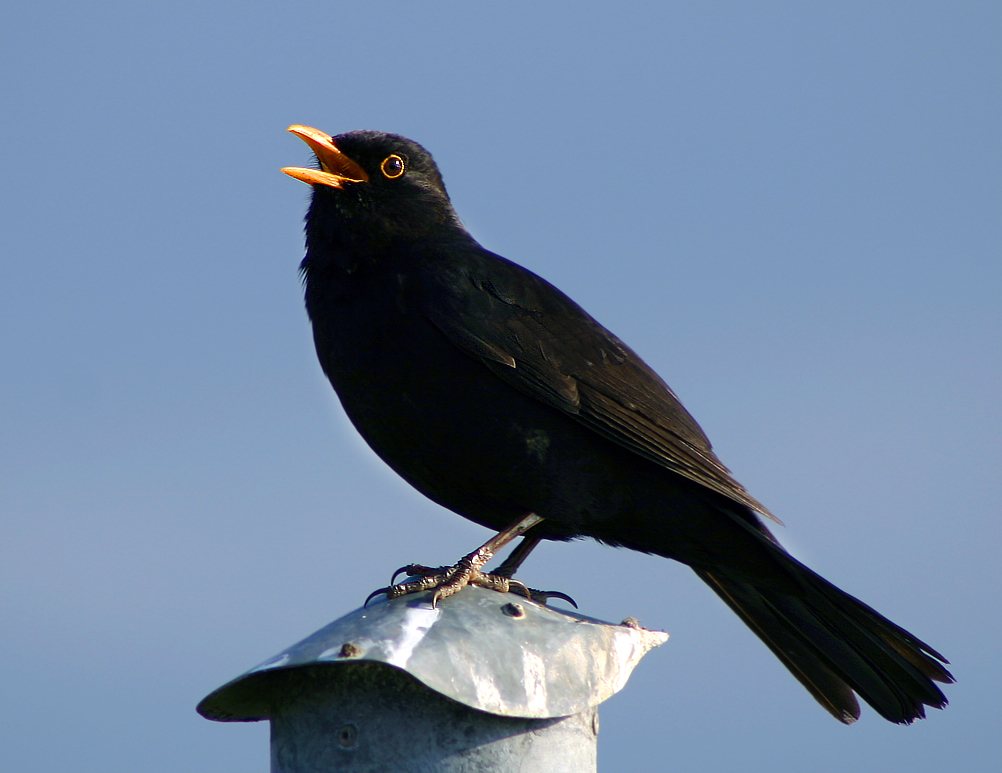
Merel

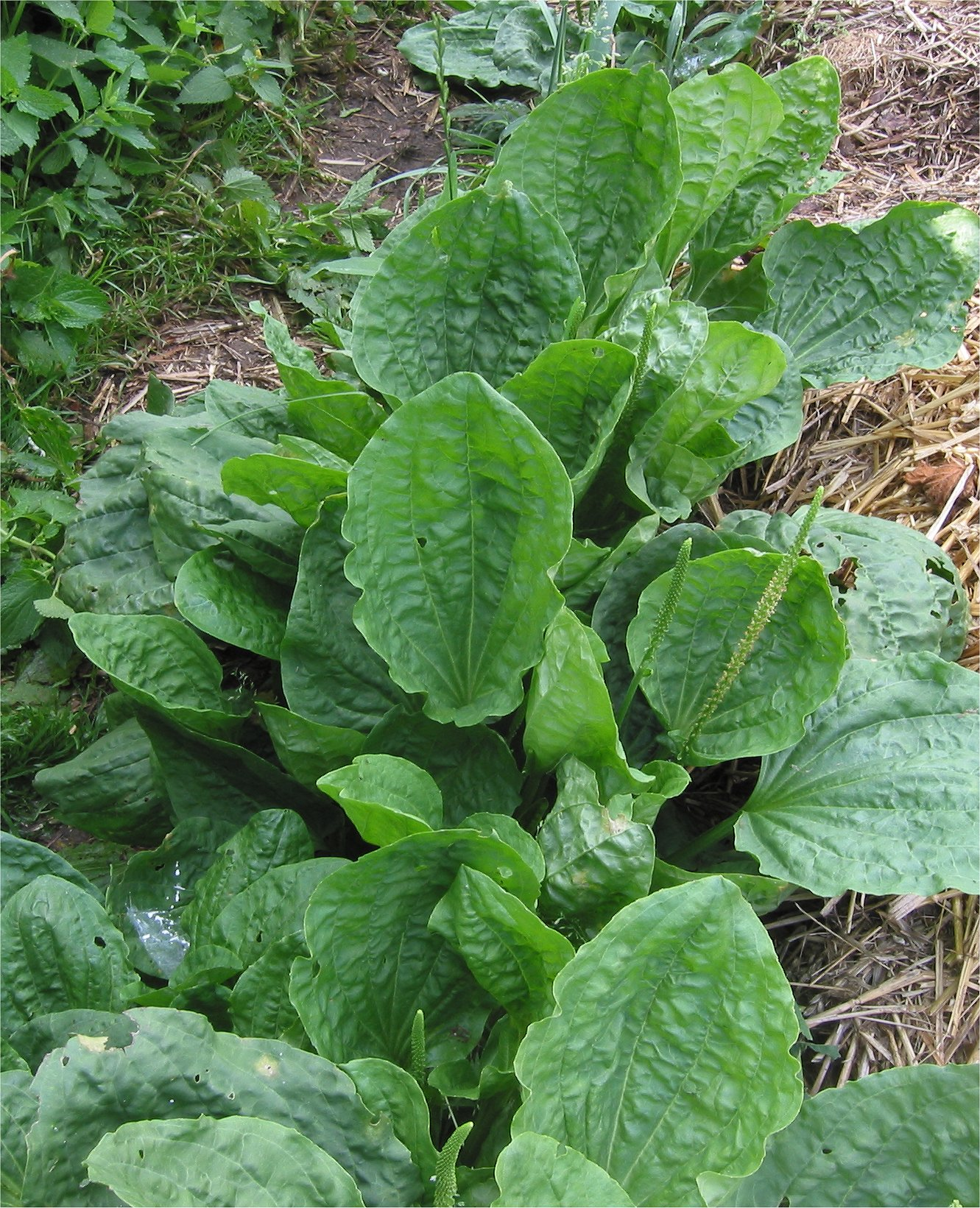
Grote weegbree

Een cultuurvolger is een organisme dat bij zijn verspreiding gebruikmaakt van de mogelijkheden die de mens het biedt. In het geval van dieren hoort hier ook bij dat ze weinig angst voor de mens hebben.

## Vogels
Een voorbeeld is de merel (Turdus merula), die tot aan het einde van de 19e eeuw een cultuurvlieder was. Hij kwam voor in de bosgebieden. De huidige merel is niet meer zo schuw, en nu zijn merels algemeen in stedelijk gebied, met name in stadstuinen en parken.
Een ander, recenter voorbeeld is de fuut (Podiceps cristatus). De fuut kan in alle wateren van enig formaat aangetroffen worden. De blauwe reiger, die eerst vooral op het platteland te vinden was, is steeds meer in steden te zien. Ook de aalscholver (Phalacrocorax carbo) en de kleine mantelmeeuw (Larus fuscus) voelen zich steeds meer thuis in de stad.
De Turkse tortel (Streptopelia decaocto) komt sinds de jaren 1950 voor in Nederland en België. In 1950 was bij Oldebroek het eerste broedgeval. In België dateert het eerste vastgestelde broedgeval van 1955, bij Knokke. Omstreeks het jaar 2000 werden er in Nederland honderdduizend paren geteld.

## Planten
Vestiging of inburgering is een belangrijk criterium bij de statusaanduiding van plantensoorten in een gebied. Hierbij zijn zowel het tijdstip als de wijze van vestiging (inburgering) van belang. Tot de cultuurvolgers behoren de archeofyten en de neofyten (exoten).
Planten die zich reeds in de prehistorie hebben gevestigd ten gevolge van menselijke activiteit worden archeofyten genoemd. Deze planten zijn de 'oude' cultuurvolgers en worden gewoonlijk tot de inheemse flora gerekend. Archeofyten hebben de ontwikkeling van de landbouw gevolgd en zijn vanuit andere landen naar een gebied waar zij niet inheems waren gemigreerd. Het betreft een aantal akkeronkruiden, zoals bolderik, wilde haver en oot, korrelganzenvoet, klein streepzaad, kroontjeskruid, groene naaldaar, ringelwikke, smalle weegbree. Ook gewone vlier en brandnetel zijn cultuurvolgers. Ze vestigen zich bij voorkeur op plaatsen waar de bodem door de activiteiten van de mens betrekkelijk voedselrijk is geworden. Tredplanten zijn meestal ook cultuurvolgers. Weegbree is een goed voorbeeld. Weegbree vestigt zich graag op plaatsen waar andere planten niet kunnen groeien omdat er te veel gelopen wordt. Ook grassen, zoals straatgras, vestigen zich graag tussen de stoeptegels in bebouwd gebied. 
Planten die zich pas in historisch tijd in door de mens beïnvloede plantengemeenschappen hebben gevestigd, heten exoten, ook wel neofyten genoemd. Voorbeelden van exoten zijn kalmoes, Canadese fijnstraal, Epilobium adenocaulon, harig knopkruid), kaal knopkruid, zonnebloem, klein springzaad, schijfkamille, tomaat, cranberry, draadereprijs, grote ereprijs. Amerikaanse vogelkers is weliswaar in Nederland geïmporteerd en vanaf de jaren twintig van de 20e eeuw als 'vulhout' in de bossen aangeplant, maar de soort slaat ook op in bosgebieden waar hij ongewenst is. De struik treedt vaak als plaag op in storingssituaties, zoals op kapvlaktes, waar door de ten gevolge van opwarming door zonnestraling versnelde mineralisatie van het strooisel (takken, bladeren) en de humus stikstofverbindingen in de bodem vrijkomen; door de stikstofdepositie als gevolg van verkeer en landbouw komt de struik, die tot boom kan uitgroeien en ook wel 'bospest' is genoemd, tevens in de meer natuurlijke systemen voor, waaronder "natuur"bossen en duinen.

### Plantengemeenschappen
Ook plantengemeenschappen (syntaxa) kunnen cultuurvolgend optreden. Uitgesproken cultuurvolgende associaties in Nederland zijn bijvoorbeeld de kruipertje-associatie, de associatie van vetmuur en zilvermos, de muurbloem-associatie en de kribbenmos-associatie.